# Rã-quatro-olhos
A rã-quatro-olhos (nome científico: Physalaemus nattereri, antiga nomenclatura: Eupemphix nattereri) é uma espécie de anuro da família Leptodactylidae, nativa do Brasil, Bolívia e Paraguai. Pode ser encontrada em áreas de savana e do Cerrado, estando sempre próxima a corpos d'água permanentes ou temporários, como poças e pântanos, lugares onde costuma nidificar. Não está adaptada a locais com ação antrópica.
Os machos possuem comprimento médio de 4,7 centímetros e as fêmeas de 5,1 centímetros. A cor de seu dorso varia entre o marrom-claro ao marrom-escuro ou avermelhado, possuindo um mosaico de manchas ou listras mais escuras. Já o ventre é marrom-claro com manchas escuras. Possui um par de ocelos na região traseira do corpo, que a torna inconfundível no seu habitat. Seus testículos e alguns outros órgãos são coloridos, algo bastante incomum em espécies de anuros, o que é causado por uma presença numerosa de melanócitos.
Possui uma dieta generalista e oportunista, alimentando-se principalmente de isópteros e himenópteros. Apesar de possuir uma estratégia de defesa efetiva e toxinas extremamente fortes, ela pode ser predada por uma série de animais, como aves e besouros. Os seus maiores predadores são baratas d'água, que costumam atacá-la durante sua reprodução e metamorfose. Uma estratégia que a espécie possui para se defender de predadores é o comportamento deimático, em que a rã infla os pulmões, abaixa a cabeça e eleva a parte posterior do corpo, mostrando seu par de ocelos, de forma a assustar o predador, parecendo que é um animal maior que está de frente. Além disso, seus ocelos possuem macroglândulas de veneno, que produzem uma toxina de ação rápida e com uma dose letal mediana equivalente à de uma jararaca.
Sua reprodução é explosiva, ou seja, todos os participantes chegam de maneira sincrônica no local e dura poucos dias, ocorrendo entre outubro e janeiro. Os machos se agrupam em coro e vocalizam após chuvas fortes com mais de 50 milímetros, de forma a atrair as fêmeas. Seu coaxar possui notas simples, multipulsionadas e harmônicas. Durante o amplexo, que é axilar, o casal se desloca para a beira do corpo d'água, onde deposita cerca de 3 500 ovos em um ninho de espuma, produzido a partir de um muco secretado pela fêmea e pela fricção das patas traseiras do macho, que produzem um movimento semelhante a uma batida de claras em neve. Os girinos possuem o dorso marrom-acinzentado, com o corpo globoide. Sua metamorfose dura de 20 a 30 dias.

## Taxonomia
A espécie foi descrita em 1863, pelo pesquisador austríaco Franz Steindachner, em uma publicação da Academia Austríaca de Ciências do mesmo ano. Foi diagnosticada como uma nova espécie por ter pele lisa; não apresentar dentes vomerianos, glândulas parotoides nem tubérculos antebraquiais hipertrofiados (protuberância localizada na região frontal do antebraço); não ter o tímpano evidente e formação de ninhos de espuma para colocar os ovos. Até então, a espécie era conhecida apenas em Cuiabá, no Mato Grosso.
Foi inicialmente descrita como Eupemphix nattereri, mas o gênero Eupemphix foi mais tarde fundido com o Physalaemus, após estudos de Hampton Parker, em 1927, e  por John Lynch, em 1970. Recebeu o epíteto nattereri em homenagem a Johann Natterer. No Brasil, a espécie é conhecida popularmente como rã-quatro-olhos, devido ao par de ocelos que possui nas costas, como se fosse um par de olhos a mais.

## Distribuição e conservação
A espécie pode ser encontrada nas regiões Centro-Oeste, Sudeste e Nordeste do Brasil e no leste do Paraguai e da Bolívia, em regiões com altitude entre o nível do mar e os 1 500 metros. É fossorial e sazonal, sendo bastante adaptada ao clima semiárido continental. Vive em locais de savana e de vegetação rasteira do Cerrado, estando próxima de áreas com corpos d'água permanentes ou temporários, como poças e pântanos, onde costuma nidificar. Não está adaptada a locais degradados por ações humanas.
A União Internacional para a Conservação da Natureza (IUCN) a classifica como espécie pouco preocupante, por ser comum. Porém, sua população está em declínio e ameaçada pelo aumento da agricultura intensiva na região. Mas parte de sua área de distribuição é englobada por parques ambientais, o que diminui o risco sobre a espécie. Contando com essa, o gênero Physalaemus possui um total de 47 espécies.

## Descrição
A rã possui o dorso variando entre o marrom-claro e o marrom-escuro ou avermelhado, com mosaicos de manchas e faixas mais escuras. Uma característica marcante é a presença de dois grandes ocelos negros sobre glândulas na região inguinal. A região interna da coxa é branca, apresentando manchas negras e vermiformes. Seu ventre é marrom-claro, com manchas da mesma cor, mas mais escuras. Os machos medem em média 4,7 centímetros e as fêmeas 5,1 centímetros. Possui o tronco forte, variando entre os 29,8 aos 50,6 milímetros de largura. Sua cabeça é mais larga que o corpo. O diâmetro do olho e a distância entre as duas órbitas é igual. Possui grandes glândulas inguinais, mas não possui glândulas sacrais. Seu focinho e o canthus rostralis são arredondados e a região loreal é concava. Seu saco vocal é bem desenvolvido e o seu focinho é arredondado. Não possui glândulas parotoides.
Uma característica incomum da espécie é o fato de os machos possuírem os testículos coloridos, muitas vezes com manchas de outras cores, peculiaridade conhecida apenas em mais cinco espécies de anfíbios, como a rã-cachorro. Tal pigmentação também ocorre em outros órgãos, como os rins, o peritônio e o baço. Isso se dá devido à presença numerosa de melanócitos, causada possivelmente por uma relação entre tais células e o sistema vascular desses tecidos.
A espécie pode ser diferenciada facilmente de outros anuros da região, já que suas características são únicas e de fácil percepção, tal como a presença de um par de ocelos no dorso, algo só visto na Physalaemus deimaticus, porém ela é menor, possui um mosaico diferente nas costas e é encontrada apenas na Serra do Cipó, em Minas Gerais.

## Relações alimentares

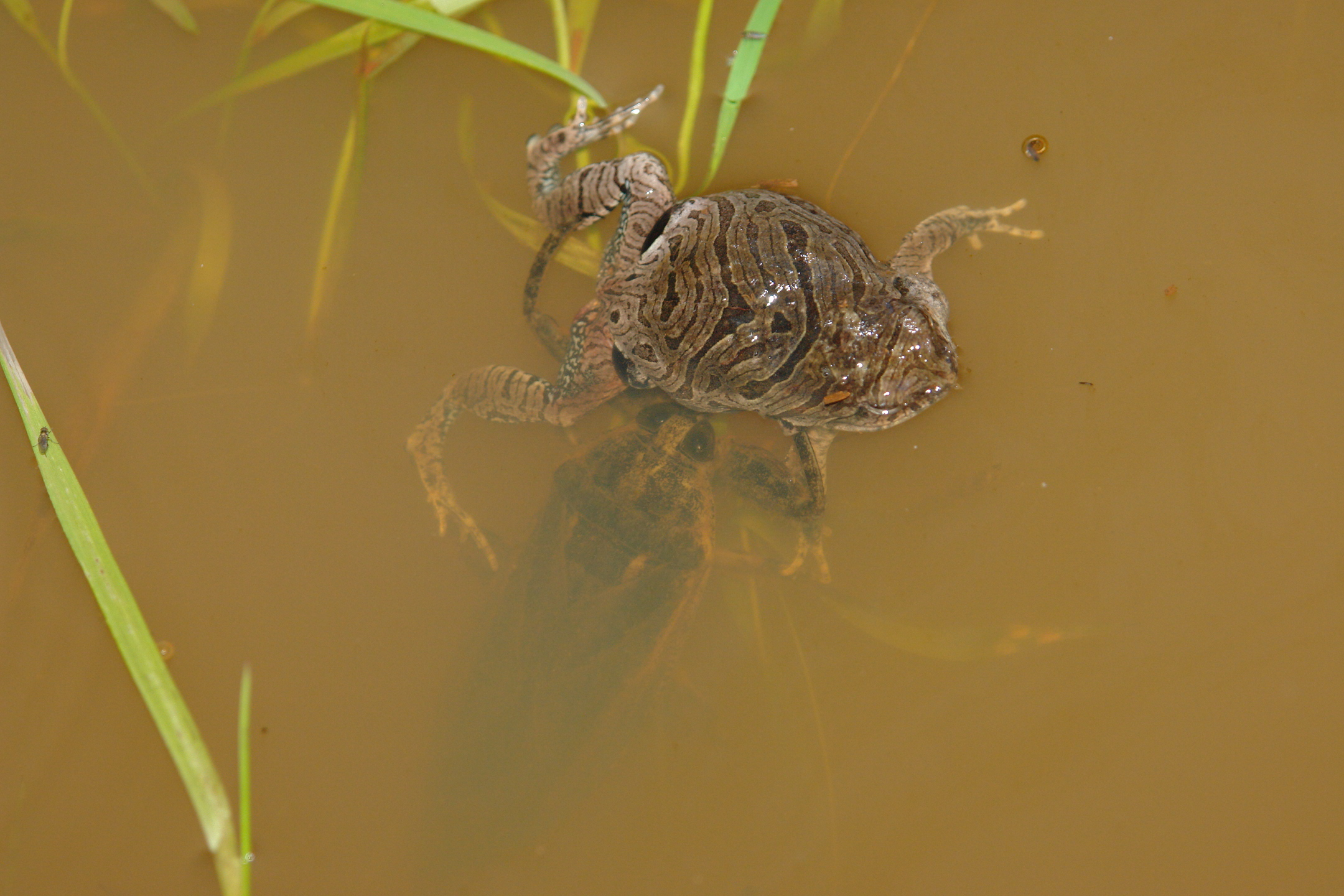
Uma barata d'água (Lethocerus sp.) predando um indivíduo.

Possui uma característica alimentar generalista e oportunista, ou seja, consome os alimentos que lhe estão disponíveis, não dando preferência a nenhum em específico. Estudos realizados nas cidades de Jaboticabal e Guaíra, em São Paulo, demonstraram que a espécie se alimenta principalmente de isópteros, constituindo 85,65% de seu cardápio em adultos. Em indivíduos jovens, essa porcentagem cai (69,75%), aumentando o consumo de himenópteros, que antes era de 14,01%, passando a ser de 29,74%. Com esses dados, é possível afirmar que, apesar de ser uma espécie generalista, tem preferência por insetos sociais, como formigas e cupins.
Apesar de apresentar comportamento deimático e toxinas para se proteger dos predadores, costuma ser atacada por vários animais como aves e hemípteros. Os seus predadores mais comuns são as baratas-d'água-gigantes, principalmente das espécies Lethocerus delpontei e Lethocerus annulipes. Tal predação ocorre em poças d'água onde os indivíduos se reproduzem e/ou os girinos completam sua metamorfose, demonstrando que são mais vulneráveis durante esses períodos. Isso faz com que as baratas-d'água tenham um papel importante no seu controle populacional durante o período reprodutivo e regulem a estrutura da comunidade.

## Reprodução

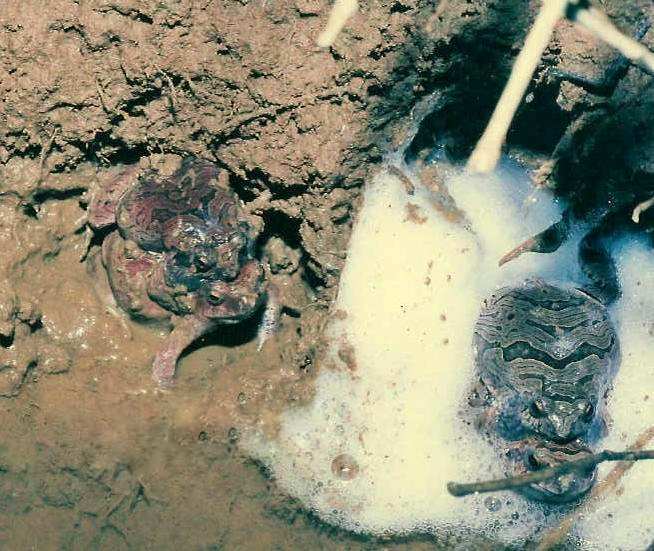
Dois casais em amplexo e produzindo o ninho de espuma.

Sua reprodução é explosiva, ou seja, todos os participantes chegam de maneira sincrônica e dura poucos dias, podendo ocorrer entre outubro e janeiro. Os machos se agrupam em coros para atrair as fêmeas, vocalizando logo após fortes chuvas (com mais de 50 milímetros diários). Sua vocalização está compreendida entre as faixas de frequência de 530 e 1 620 hertz, com dominância em 710 hertz, tendo notas simples, multipulsionadas e harmônicas. Durante o amplexo, que é axilar, o casal se desloca para a margem da lagoa, onde deposita cerca de 3 500 ovos em um ninho de espuma, que é produzido a partir de um muco secretado pela fêmea, com o macho aumentando o volume dela batendo com as patas traseiras, tal como se estivesse batendo claras em neve. Podem produzir desovas comunitárias. De acordo com a lista de modos reprodutivos de anuros elaborada por Célio Haddad e Cynthia Prado, essa espécie usa o Modo 11.

Seus girinos são exotróficos, ou seja, alimentam-se na água, possuem o dorso marrom-acinzentado, com o ventre mais claro. Sua fórmula de fileira de dentes labiais (FFDL) é de 2(2)/3(1). São bentônicos, possuem o corpo globular. Alimentam-se principalmente de microalgas e são pouco resistentes ao estresse hídrico. Sua metamorfose dura em média de 20 a 30 dias.

## Comportamento

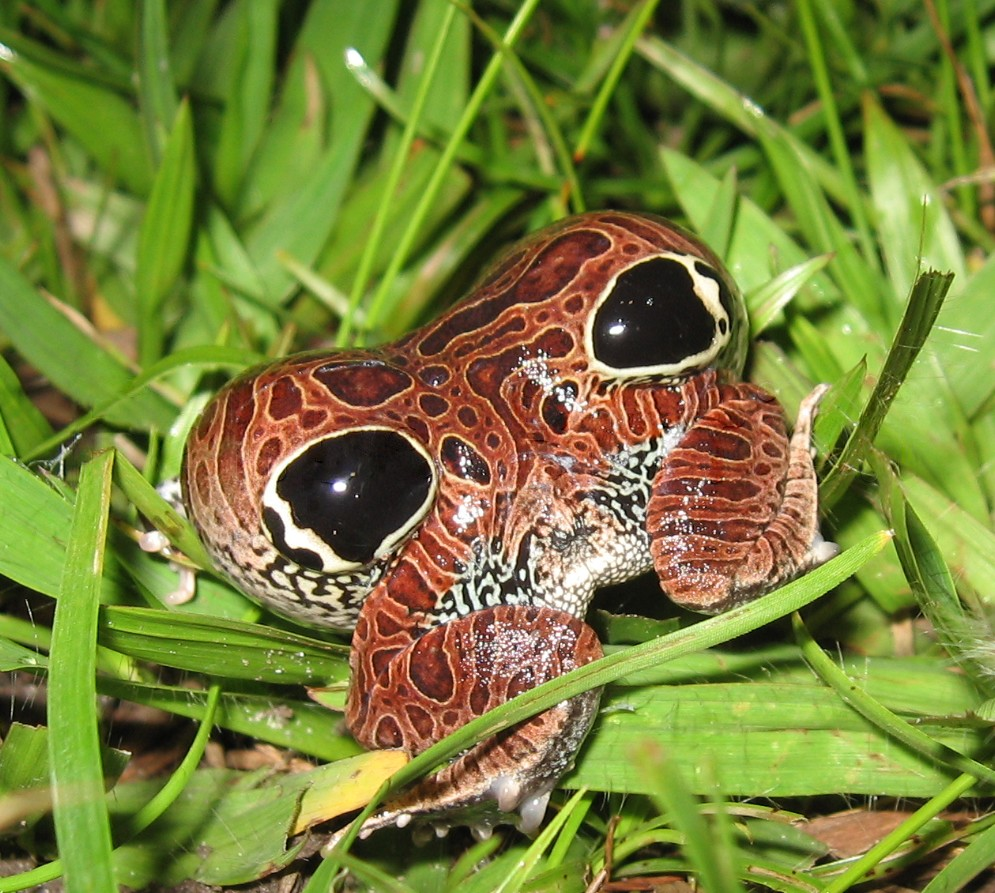
Um indivíduo apresentando o comportamento deimático.

São animais terrestres e noturnos. Uma característica marcante da espécie é o fato de ela apresentar um comportamento deimático, usando um par de ocelos localizados na região inguinal para se defender de predadores. Na presença de uma ameaça ou estímulo, e caso não haja outra maneira de se proteger, a rã infla os pulmões, abaixa a cabeça e cerra as pálpebras, levantando a parte posterior do corpo, dando a impressão de que é um animal maior que está olhando para o predador em potencial. Em alguns casos, ela chega a colocar os membros superiores sobre a cabeça. Tal comportamento também está presente nas rãs Pleurodema bibroni e Physalaemus deimaticus.
Além de apresentar o comportamento deimático, a rã-quatro-olhos possui macroglândulas de veneno localizadas nos ocelos, que servem para repelir algum animal que tente mordê-la. A estrutura da glândula é semelhante à de outras espécies, como a Bufo jimi e a Phyllomedusa distincta, que é constituída de alvéolos próximos uns dos outros, distribuídos como se fosse um favo, mantidos unidos por fibras de colágeno. Sua toxina é composta por diferentes tipos de gelatinases e possui uma dose letal mediana (LD50) de 27 microgramas, uma toxicidade equivalente á da jararaca, com ação rápida em vertebrados. Tal toxina serve para afugentar potenciais predadores, como o quati, cobras (principalmente a boipeva), aves e morcegos (Trachops cirrhosus). O veneno não é letal ao ser humano, já que a toxicidade máxima se dá em animais menores, porém pode causar irritação caso a secreção seja levada aos olhos.